# Malouinière de la Plussinais
La malouinière de la Plussinais est un édifice de la commune de Saint-Jouan-des-Guérets, dans le département d’Ille-et-Vilaine en région Bretagne.

## Localisation
Elle se trouve au nord-ouest du département et au nord-ouest du bourg de Saint-Jouan-des-Guérets. 

## Historique
Le domaine appartient au malouin Pierre Colin au XVIe siècle, puis par alliance aux Picot de Rocabey.
La malouinière date du XVIIIe siècle et la chapelle de 1727, alors propriété de la famille Le Breton. Il appartient par la suite à la famille de Porcaro, qui l'acquiert en 1842.
La demeure et la chapelle Saint-François-d'Assise sont inscrits au titre des monuments historiques depuis le 23 octobre 1980,.